# غلين ناي
غلين ناي (بالإنجليزية: Glenn Nye)‏ هو سياسي أمريكي، ولد في 9 سبتمبر 1974 في فيلادلفيا في الولايات المتحدة. حزبياً، نشط في الحزب الديمقراطي. في انتخابات مجلس النواب الأمريكي 2008 ‏، انتخب عضو مجلس النواب الأمريكي عن دائرة Virginia's 2nd congressional district ‏ وقد انضم خلال فترته النيابية ‏ (6 يناير 2009 – 3 يناير 2011)  للكتلة البرلمانية الحزب الديمقراطي وانتخب عضو مجلس نواب الولايات المتحدة عن ولاية فرجينيا وانتخب عضو مجلس النواب الأمريكي.